# Arthroleptis tuberosus
Arthroleptis tuberosus е вид жаба от семейство Arthroleptidae.

## Разпространение
Видът е разпространен в Демократична република Конго и Камерун.

## Описание
Популацията на вида е намаляваща.